# Slay (jerga)
Slay ( /sleɪ/) es una jerga coloquial inglesa que posiblemente se originó durante el siglo XVII, pero que adquirió su connotación actual a partir de la cultura ball en la década de 1970. Originalmente tenía un significado similar a «esa broma fue asesina», pues slay se traduce como «matar», pero desde entonces slay ha adquirido una nueva definición significando estar impresionado o de acuerdo.

## Historia
Si bien el término slay se usa a menudo en el contexto de asesinato, el primer uso del término como jerga aparece por primera vez en 1593, con un significado similar a «morir de risa». Vio un resurgimiento en los locos años veinte con un significado similar.
El término creció en popularidad en la década de 1970 en espacios habitados principalmente por espacios negros, latinos y queer como resultado de la cultura ball, ganando un lugar en el inglés afroestadounidense vernáculo. Slay ganó considerable atención después del estreno de Paris is burning, que documentó la cultura ball en la ciudad de Nueva York en 1990, pue el término se usaba a menudo en la película. Es aquí donde slay comenzó a adquirir la connotación de algo impresionante.
Con su prominencia en la comunidad LGBT, el término ha experimentado un crecimiento fuera de estas comunidades desde 2009 como resultado de RuPaul's Drag Race, donde slay, como otros términos utilizados principalmente en la comunidad LGBT, se utilizaron entre los concursantes. El programa también usaría la palabra en un especial en 2018, RuPaul's Drag Race Holi-slay Spectacular, así como el uso de la palabra por parte de RuPaul convirtiéndose en un meme de Internet.
El término alcanzó un estatus generalizado en 2016 debido a su uso por parte de Beyoncé en su canción «Formation», que se presentó en el Super Bowl 50. La formación contiene una línea repetida «Cause I slay (slay), I slay (hey)» que se encuentra entre los versos, así como al final de letras como «ahora entremos en formación», seguida de la respuesta «cause I slay.»
Desde entonces, slay ha ganado una popularidad significativa y un uso generalizado en redes sociales. Como resultado, ha provocado una discusión sobre si este uso ampliado del término del inglés afroestadounidense vernáculo constituye una apropiación cultural.